# Pārālār
Pārālār (persiska: پارالار) är en ort i Iran.   Den ligger i provinsen Östazarbaijan, i den nordvästra delen av landet, 400 km väster om huvudstaden Teheran. Pārālār ligger 1 989 meter över havet och antalet invånare är 238.
Terrängen runt Pārālār är platt norrut, men söderut är den kuperad.Runt Pārālār är det ganska glesbefolkat, med 22 invånare per kvadratkilometer. Närmaste större samhälle är Īmeshjeh, 18,4 km öster om Pārālār. Trakten runt Pārālār består i huvudsak av gräsmarker.